# Gasgekoelde kweekreactor

Schema van een gasgekoelde kweekreactor: links de reactorkern met de splijtstofstaven, regelstaven en gevuld met helium, rechts de gasturbine, turbogenerator, warmtewisselaar, compressoren en intercoolers.

Een gasgekoelde kweekreactor (GFR) is een vierde-generatiekernreactor met snelle neutronen en gekoeld met gas.
Als gas denkt men vooral aan helium, maar ook kooldioxide kan dienen. Het gas wordt verhit tot 850°C en drijft een gasturbine aan die zelf met een turbogenerator elektriciteit opwekt. Na de gasturbine stroomt het gas door een warmtewisselaar om af te koelen, dan door een koeler en een eerste compressor, dan een intercooler en een tweede compressor, dan door de warmtewisselaar om op te warmen en zo terug naar de reactor. Het doorloopt zo een Braytoncyclus.
De gasgekoelde kweekreactor kan op veel soorten splijtstof werken, ook op laagverrijkt uranium of op thorium. De kweekreactor zet uranium-238 om naar plutonium-239 of thorium naar uranium-233 en kweekt dus splijtstof voor kernreactoren of kernwapens. Het reactortype is nog niet commercieel.